# Эдвардс, Дэвид (футболист)
Дэвид Александр Эдвардс (англ. David Alexander Edwards; 3 февраля 1986, Понтесбери, Англия) — валлийский футболист, полузащитник выступал за сборную Уэльса. Участник чемпионата Европы 2016 года.

## Клубная карьера

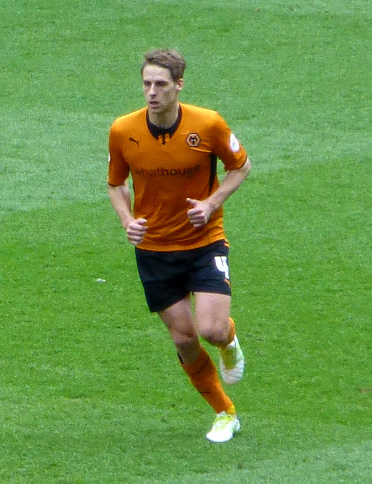
Эдвардс в составе «Вулверхэмптон Уондерерс»

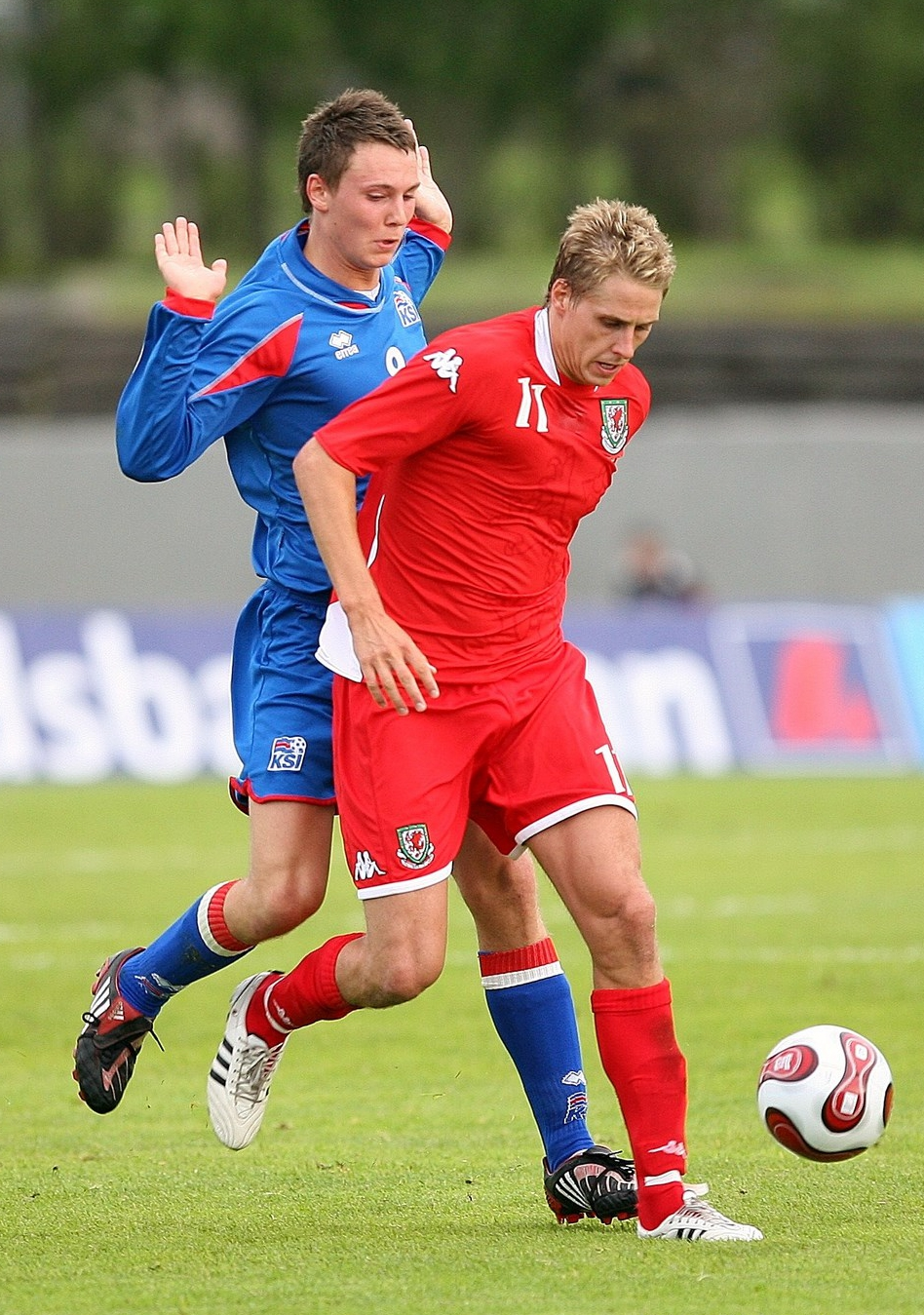
Эдвардс (справа) в составе сборной Уэльса

Эдвардс — воспитанник клуба английского «Шрусбери Таун» из своего родного города. 3 мая 2003 года в матче против «Сканторп Юнайтед» он дебютировал во национальной лиге. За четыре сезона Дэвид провёл за «Шрусбери» более 120 матчей во всех сезонах. В 2007 году он перешёл в «Лутон Таун», за который отыграл один сезон в первой лиге. В 2008 году Эдвардс присоединился к «Вулверхэмптон Уондерерс». Сумма трансфера составила 675 тыс. фунтов. 18 января в матче против «Сканторп Юнайтед» он забил свой первый гол за «волков» в Чемпионшипе. В 2009 году Дэвид помог команде выйти в элиту. 15 августа в матче против «Вест Хэм Юнайтед» он дебютировал в английской Премьер-лиге. 20 сентября в поединке против «Фулхэма» Эдвардс забил свой первый гол на высшем уровне. В 2012 году «Вулверхэмптон» вылетел в Чемпионшип, но Дэвид остался в команде.
Летом 2017 года Эдвардс перешёл в «Рединг». 9 сентября в матче против «Бристоль Сити» он дебютировал за новую команду. 26 сентября в поединке против «Миллуолла» Дэвид забил свой первый гол за «Рединг».

## Международная карьера
17 ноября 2007 года в отборочном матче чемпионата Европы 2008 против сборной Ирландии Эдвардс дебютировал за сборную Уэльса. 11 октября 2008 года в отборочном матче чемпионата мира 2010 против сборной Лихтенштейна Дэвид забил свой первый гол за национальную команду.
Летом 2016 года Дэвид в составе сборной принял участие в чемпионате Европы во Франции. На турнире он сыграл в матче против сборной Словакии, Англии и России.

### Голы за сборную Уэльса
| # | Дата            | Место                                       | Противник   | Результат | Счёт | Соревнование                     |
| - | --------------- | ------------------------------------------- | ----------- | --------- | ---- | -------------------------------- |
| 1 | 11 октября 2008 | Миллениум, Кардифф, Уэльс                   | Лихтенштейн | 1:0       | 2:0  | Чемпионат мира 2010 квалификация |
| 2 | 6 июня 2009     | Стадион Тофика Бахрамова, Баку, Азербайджан | Азербайджан | 0:1       | 0:1  | Чемпионат мира 2010 квалификация |
| 3 | 14 ноября 2009  | Кардифф Сити, Кардифф, Уэльс                | Шотландия   | 1:0       | 3:0  | Товарищеский матч                |